# Кастелар (Италия)
 Тази статия е за селото в Италия.  За града в Аржентина вижте Кастелар.  
Кастела̀р (на италиански: Castellar; на пиемонтски: Castlar, Кастълар, на окситански: Castelar, Кастелар) е село в Северна Италия, община Салуцо, провинция Кунео, регион Пиемонт. Разположено е на 402 m надморска височина.